# Dale Wolf
Pour les articles homonymes, voir Wolf.
Dale Edward Wolf né le 6 septembre 1924 et mort le 20 mars 2021, est un homme politique américain, notamment gouverneur républicain du Delaware de 1992 à 1993.